# Canal de l'Aar
Pour les articles homonymes, voir Aar.
Le Canal de l'Aar (en néerlandais Aarkanaal) est un canal de la Hollande-Méridionale.

## Géographie

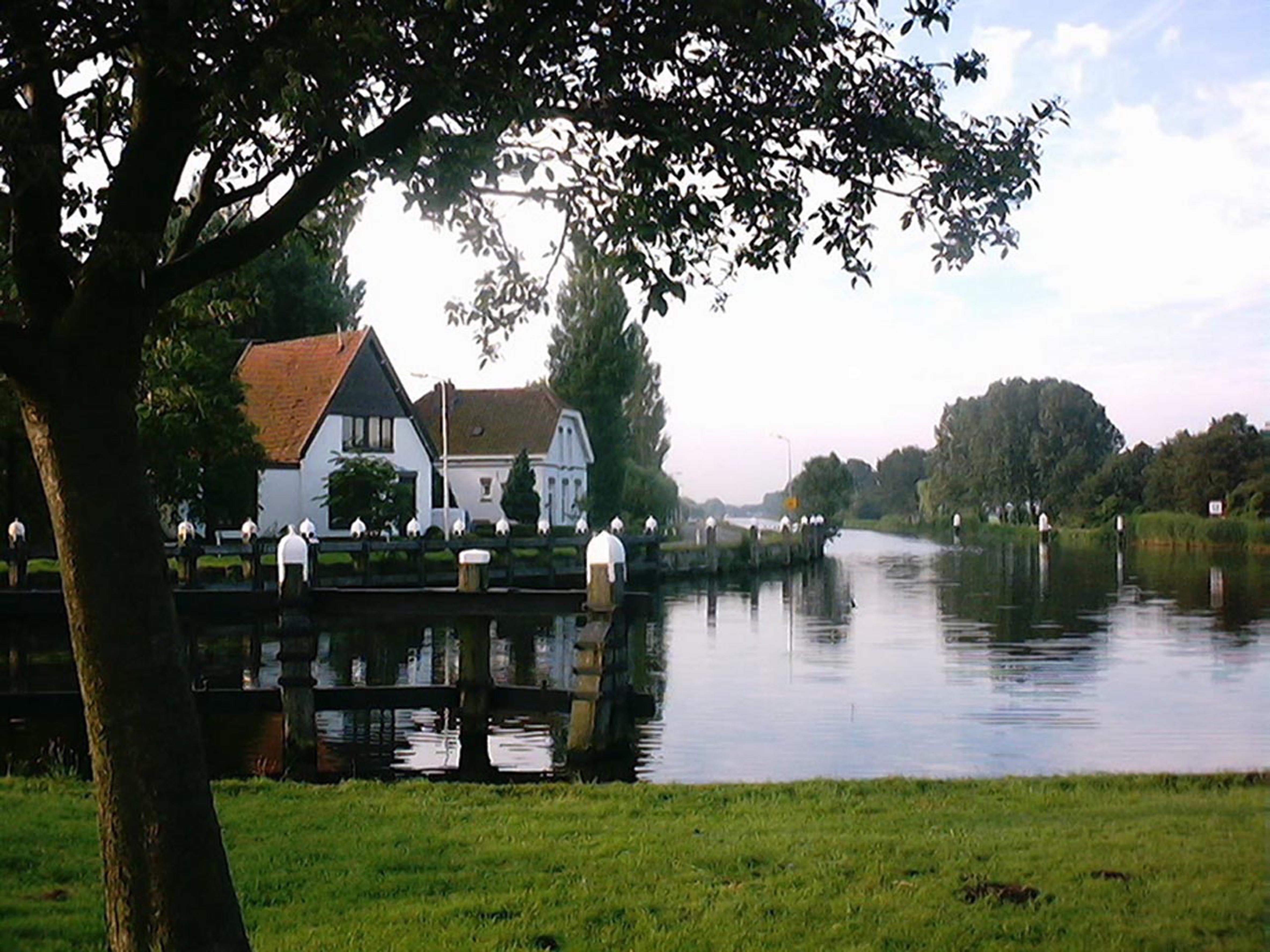
Aarkanaal (Tolhuissluis).

Le Canal de l'Aar relie le carrefour du Drecht et du Canal de l'Amstel au Drecht près de Nieuwveen au Vieux Rhin à Alphen aan den Rijn. Le canal passe à l'est de Papenveer, de Ter Aar et d'Alphen aan den Rijn, où il se jette dans le Vieux Rhin. De ce point, la Gouwe forme la continuation de l'itinéraire fluvial vers le sud.

## Source
- (nl) Cet article est partiellement ou en totalité issu de l’article de Wikipédia en néerlandais intitulé « Aarkanaal » (voir la liste des auteurs).